# Sainte-Marie-du-Bois (Manche)
Ne doit pas être confondu avec Sainte-Marie-du-Bois (Mayenne).
Pour les articles homonymes, voir Sainte-Marie.
Sainte-Marie-du-Bois est une ancienne commune française du département de la Manche et de la région Normandie, devenue le 1er janvier 2016 une commune déléguée au sein de la commune nouvelle du Teilleul.
Elle est peuplée de 57 habitants.

## Géographie
La commune est au sud du Mortainais. Son bourg est à 4 km au nord du Teilleul, à 7 km au sud-est de Barenton et à 11 km au sud de Mortain.
| Le Teilleul (propre territoire) | Husson (comm. nouv. du Teilleul) | Le Teilleul (propre territoire) |
| Le Teilleul (propre territoire) | Sainte-Marie-du-Bois             | Le Teilleul (propre territoire) |
| Le Teilleul (propre territoire) | Le Teilleul (propre territoire)  | Le Teilleul (propre territoire) |

## Toponymie
Le nom de la localité est attesté sous la forme latinisée Sancta Maria de Bosco au Xe siècle.
L'église et sa paroisse sont dédiées à la Vierge Marie.
Le gentilé est Montfortins.

## Histoire
Le village faisait partie du comté de Montaigu.
Ce sont les Vauborel qui réunirent les Haut et Bas Manoir en un seul fief.
Le 1er janvier 2016, Sainte-Marie-du-Bois intègre avec quatre autres communes la commune du Teilleul créée sous le régime juridique des communes nouvelles instauré par la loi no 2010-1563 du 16 décembre 2010 de réforme des collectivités territoriales. Les communes de Ferrières, Heussé, Husson, Sainte-Marie-du-Bois et Le Teilleul deviennent des communes déléguées et Le Teilleul est le chef-lieu de la commune nouvelle.

## Politique et administration
| Période                                  | Période       | Identité          | Étiquette | Qualité                 |
| ---------------------------------------- | ------------- | ----------------- | --------- | ----------------------- |
| 1901                                     | 1939          | Auguste Lemonnier |           |                         |
| 1939                                     | 1945          | François Heuzé    |           |                         |
| 1945                                     | 1951          | Éloi Leblanc      |           |                         |
| 1951                                     | 1968          | Léon Lenoury      |           |                         |
| 1968                                     | juin 1995     | Pierre Heuzé      |           |                         |
| juin 1995                                | mars 2014     | Michel Bazile     | SE        | Maire honoraire en 2016 |
| mars 2014                                | décembre 2016 | Fabien Bouzin     | SE        | Retraité                |
| Les données manquantes sont à compléter. |               |                   |           |                         |

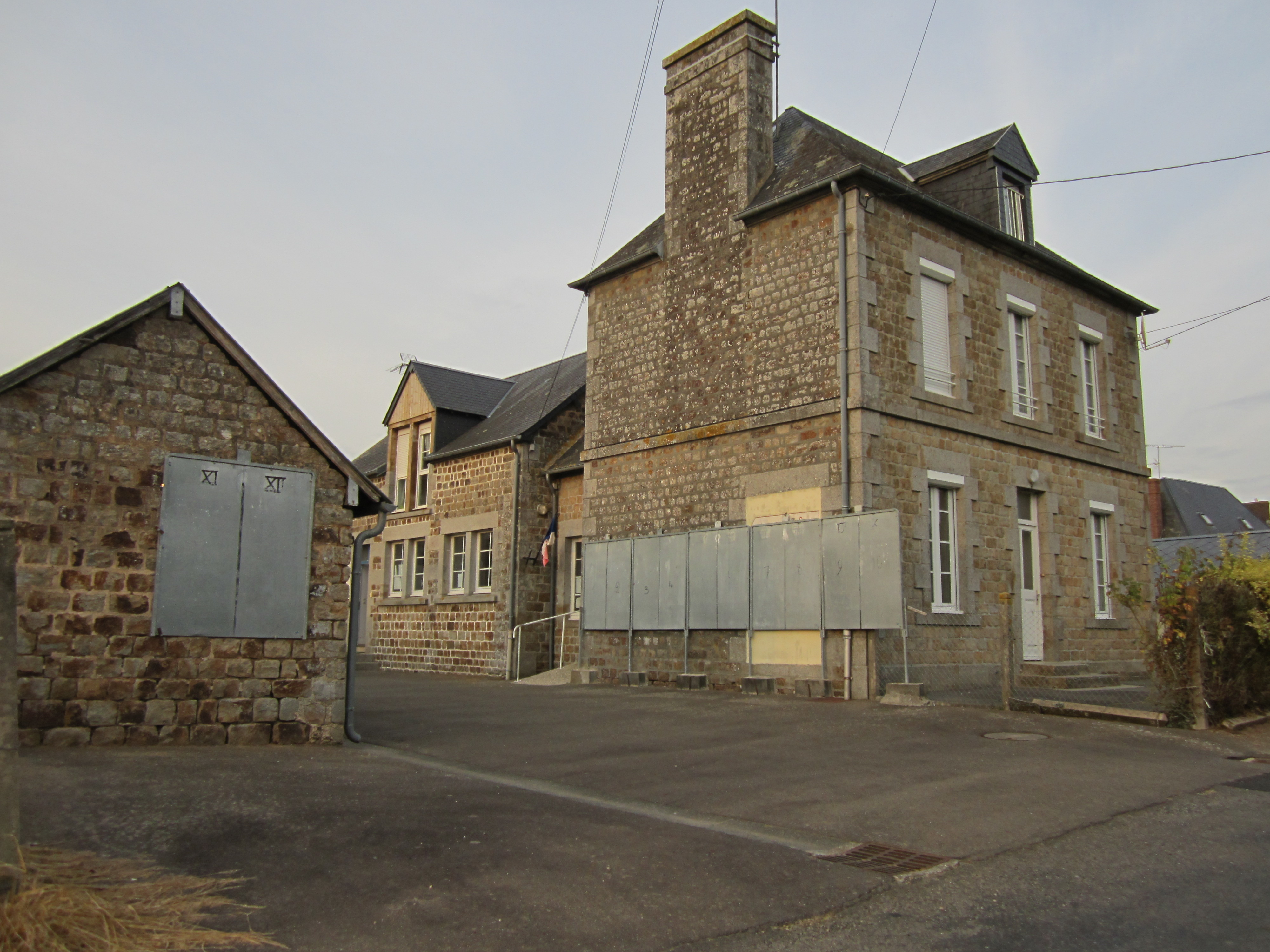
La mairie.

Le conseil municipal était composé de sept membres dont le maire et deux adjoints. Trois de ces conseillers intègrent le conseil municipal du Teilleul le 1er janvier 2016 jusqu'en 2020 et Fabien Bouzin devient maire délégué.

## Démographie
En 2021, la commune comptait 57 habitants. Depuis 2004, les enquêtes de recensement dans les communes de moins de 10 000 habitants ont lieu tous les cinq ans (en 2007, 2012, 2017, etc. pour Sainte-Marie-du-Bois) et les chiffres de population municipale légale des autres années sont des estimations.
Sainte-Marie-du-Bois a compté jusqu'à 390 habitants en 1836.
| 1793 | 1800 | 1806 | 1821 | 1831 | 1836 | 1841 | 1846 | 1851 |
| ---- | ---- | ---- | ---- | ---- | ---- | ---- | ---- | ---- |
| 380  | 349  | 385  | 351  | 379  | 390  | 342  | 343  | 313  |

| 1856 | 1861 | 1866 | 1872 | 1876 | 1881 | 1886 | 1891 | 1896 |
| ---- | ---- | ---- | ---- | ---- | ---- | ---- | ---- | ---- |
| 299  | 284  | 303  | 283  | 250  | 240  | 230  | 254  | 227  |

| 1901 | 1906 | 1911 | 1921 | 1926 | 1931 | 1936 | 1946 | 1954 |
| ---- | ---- | ---- | ---- | ---- | ---- | ---- | ---- | ---- |
| 247  | 240  | 226  | 199  | 198  | 181  | 182  | 179  | 175  |

| 1962 | 1968 | 1975 | 1982 | 1990 | 1999 | 2007 | 2011 | 2016 |
| ---- | ---- | ---- | ---- | ---- | ---- | ---- | ---- | ---- |
| 142  | 132  | 141  | 120  | 83   | 55   | 57   | 55   | 61   |

| 2019 | - | - | - | - | - | - | - | - |
| ---- | - | - | - | - | - | - | - | - |
| 59   | - | - | - | - | - | - | - | - |

## Lieux et monuments
- Église Notre-Dame des XVe – XVIIe siècles. Elle abrite un calice et sa patène classés en 2008 au titre objet aux monuments historiques[15], un maître-autel du XVIIIe, un Chemin de croix, lithographies de Lemercier du XIXe, un tableau l'Annonciation de F. de la Vente (1747) restauré en 2004, des statues (XVIIIe) dont une Vierge à l'Enfant, des fonts baptismaux du XVe[6].
- Croix de cimetière du XVIIe siècle.
- Le Bas Manoir. L'ancienne forteresse fut détruite sur arrêt du Parlement de Paris en 1626[6].

## Personnalités liées à la commune
- Léonard de Vauborel, 1er du nom, écuyer, seigneur de Sainte-Marie-du-Bois au comté de Mortain et de Marie de Bure sa femme[16]. Ses armoiries étaient d'azur à la tour d'argent[6].
- Léonard de Vauborel, 2e du nom, écuyer seigneur de Sainte Marie du Bois de Brémanfani de Lorgerië et gentilhomme ordinaire de la chambre du roi de Navarre par Lettres du 6 janvier 1583 et de Jeanne Coaisnon qu'il épousa dans la même ville de Mortain le 2 juillet 1564 et que ledit Léonard eut pour père et mère noble[16].
- Léonard de Vauborel, 3e du nom, écuyer, seigneur de Brémanfani de Sainte Marie du Bois et Marie Berenger sa femme dont le mariage fut accordé à Mortain le 8 novembre 1615, laquelle était fille de Jaques Bérenger écuyer sieur de Serqueux Ledit Léonard fils de noble[16].